# Onthophagus bomberaianus
Onthophagus bomberaianus är en skalbaggsart som beskrevs av Vladimir Balthasar 1969. Onthophagus bomberaianus ingår i släktet Onthophagus och familjen bladhorningar. Inga underarter finns listade i Catalogue of Life.